# Герхард I фон Изенбург-Кемпених
Герхард I фон Изенбург-Кемпених (на немски: Gerhard I von Isenburg in Kempenich; † сл. 22 октомври 1287) е господар на Изенбург-Кемпених.

## Произход
Той е син на Дитрих II фон Изенбург-Кемпених († 1251) и втората му съпруга Адела († 1258).

## Фамилия
Герхард I се жени за Беатрикс († сл. 1277). Те имат децата:
- Дитрих III (IV) (* ок. 1285; † 1323/1325), женен на 12 март 1296 г. за Кунигунда фон Золмс († сл. 1344), дъщеря на граф Марквард II фон Золмс-Бургзолмс († 1272/1280)
- Симон I фон Изенбург-Кемпених (* ок. 1293; † сл. 1324), женен пр. 23 май 1293 г. за Агнес, дъщеря на Бонифациус
- Юта († сл. 1321), монахиня в Св. Урсула в Кьолн 1321
- Катарина († сл. 1321), монахиня в Св. Урсула в Кьолн 1321